# خوان پدویا
خوان پدویا (انگلیسی: Juan Pedevilla; ۶ ژوئن ۱۹۰۹ – تاریخ ورودی نامعتبر است) بازیکن فوتبال اهل آرژانتین بود.
وی همچنین در تیم ملی فوتبال آرژانتین بازی کرده‌است.